# Christuskirche (Potsdam)

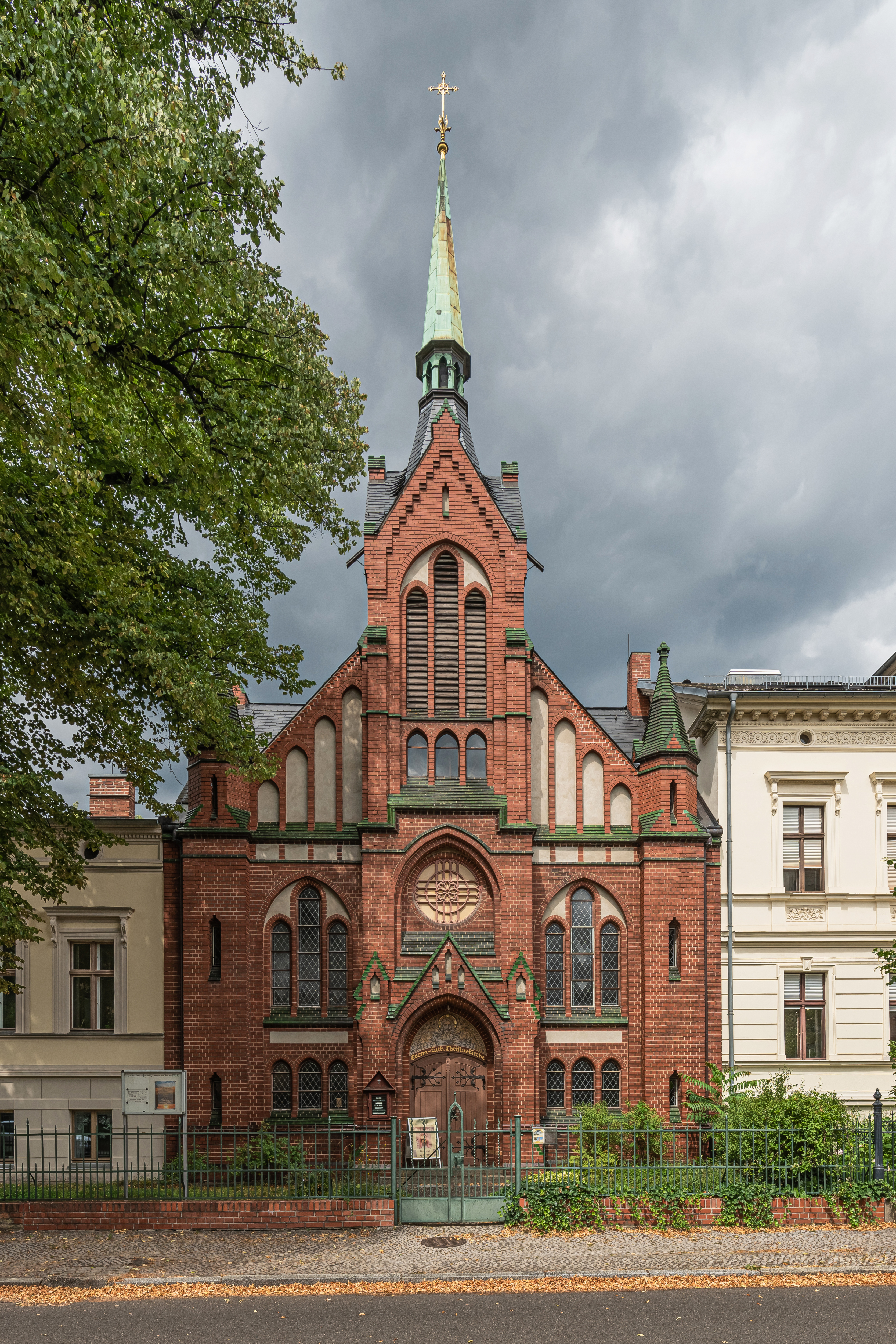
Christuskirche, Behlertstraße 9

Die Christuskirche ist ein denkmalgeschütztes Bauwerk im Potsdamer Stadtteil Nauener Vorstadt, Behlertstraße 9. Sie ist das Gotteshaus der evangelisch-lutherischen Christusgemeinde der Selbständigen Evangelisch-Lutherischen Kirche (SELK).

## Geschichte
In Potsdam bildete sich ab 1843 eine altlutherische Gemeinde, die sich in gemieteten Räumen traf. Nach dem Kauf eines Grundstücks in der Behlertstraße/Ecke Moltkestraße (später Hebbelstraße) ließ sie 1865 ein Wohnhaus im spätklassizistischen Stil errichten, das heutige Pfarramt, Hebbelstraße 14. Im Dezember 1901 stellte die Gemeinde einen Bauantrag für ein Kirchengebäude auf der Ostseite des Wohnhauses, der im Juli 1902 bewilligt wurde. Den Auftrag zum Bau erhielt A. Grabkowsky und Söhne. In dem Potsdamer Familienunternehmen des wohl namengebenden Vaters, Hofmaurermeister August Grabkowsky, fertigte der Architekt Georg Grabkowsky die Entwürfe. Die Grundsteinlegung erfolgte am 24. August 1902 und die Weihe am 25. Oktober 1903.

## Beschreibung
Das im neugotischen Stil errichtete Kirchengebäude fügt sich in die Bauflucht der angrenzenden Wohnhäuser ein. Der rote Ziegelbau ist dreiachsig mit schiefergedecktem Kreuzdach. Die Schauseite zur Behlertstraße wurde als Turmfassade gestaltet. Der Glockenturm im Mittelteil ist als doppelter Giebelturm ausgebildet. Er wird von einem spitz zulaufenden Dachreiter und einer abschließenden Kreuzblume bekrönt. Die Ecktürme erhielten Kegeldächer mit Kreuzblumen. Spitzbogige Lanzett-Drillingsfenster und spitzbogige Drillingsfenster belichten den Innenraum. Der Eingangsbereich wird durch einen Wimperg betont. Das Bogenfeld über dem Portal schmückt ein Christus-Bildnis mit zwei flankierenden Lutherrosen und den Namenszug „Evang.-Luth. Christuskirche“. Das Werk schuf der Maler Gerhard Haenisch (1871–1951). Die bei zahlreichen gotischen Kirchen übliche Fensterrose mit filigranem Maßwerk zeigt sich als Blindfenster mit schlichtem Blendmaßwerk. Im Innenraum wird dieser Bereich von der Orgel bedeckt. 
Hinter den als Lanzett-Drillingsfenster gestalteten Schallfenstern der Turmfassade verbergen sich zwei, von Kaiserin Auguste Viktoria gespendete Stahlglocken aus dem Bochumer Verein. Die kleinere Glocke, mit einem Durchmesser von 70 cm, trägt die Inschrift „sola fide“ und die größere Glocke, mit einem Durchmesser von 83 cm, „Soli deo gloria“.
Den Kirchenraum überspannt ein Sterngewölbe. Die Gewölberippen, Pfeiler und Fenster werden durch Einfassungen mit gelbem Backstein und dunklem Farbanstrich betont. Die polygonale Apsis liegt auf der Nordseite. Das hohe Standkruzifix auf dem hölzernen Altartisch fertigte 1898 der Berchtesgadener Bildhauer Zechmair. Das 1970 aufgestellte hölzerne Evangelienpult schuf Wilhelm Groß. Die Figuren stellen Maria und Johannes dar. Die Wand hinter dem Altar zeigt unter den Spitzbogenfenstern eine ehemals übertünchte und 2015 restaurierte Vorhangmalerei. Der Schriftzug am Apsisbogen zitiert den Evangelisten Matthäus nach Luther: „Kommt her zu mir alle, die ihr mühselig und beladen seid, ich will euch erquicken“.
Auf der Empore über dem südseitigen Eingangsbereich „steht eine der wenigen original erhaltenen pneumatischen Orgeln von Alexander Schuke“. Das 1903 gebaute Instrument hat neun Register auf einem Manual und Pedal. Der Prospekt ist in neugotischen Formen gestaltet. 

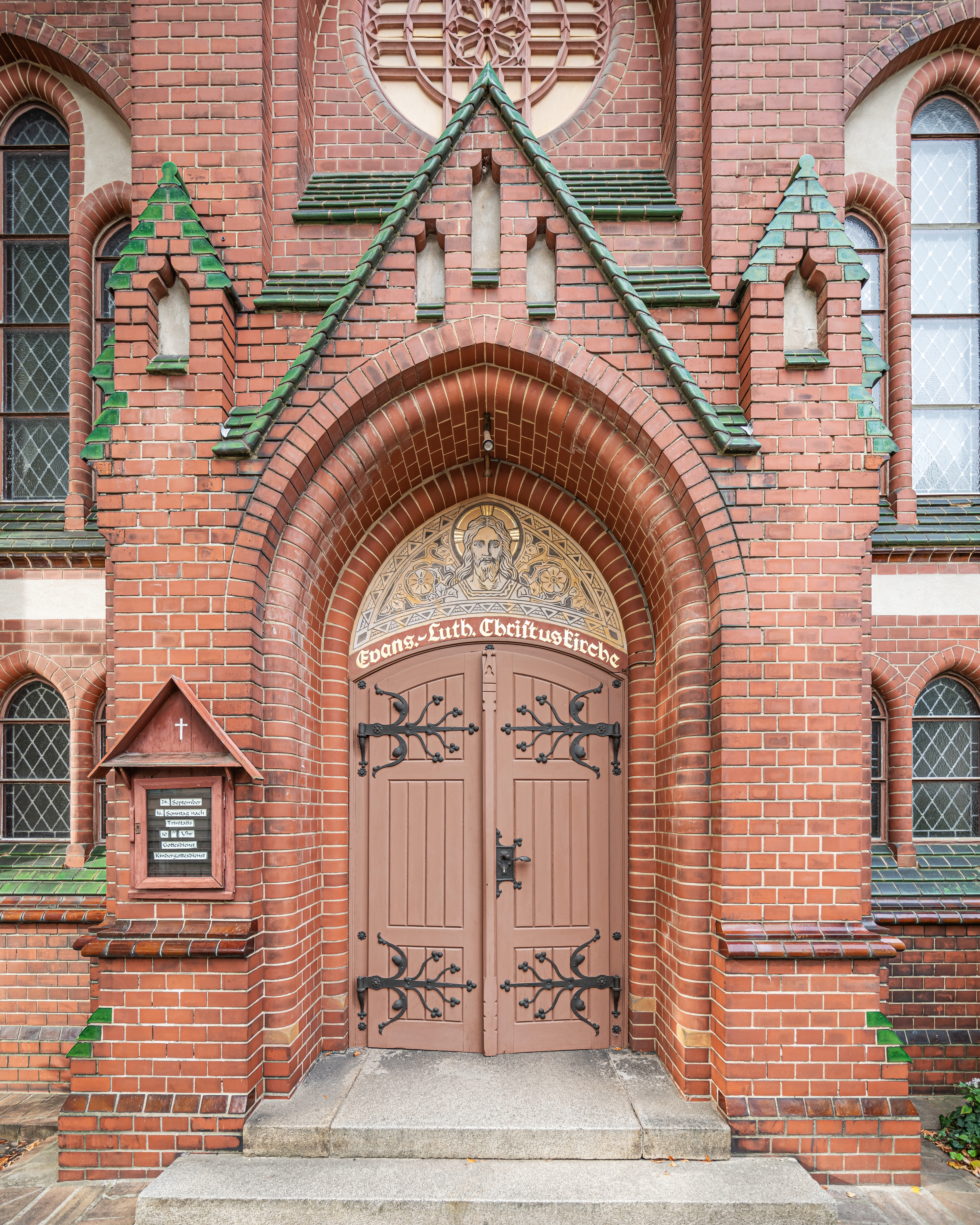
Portal
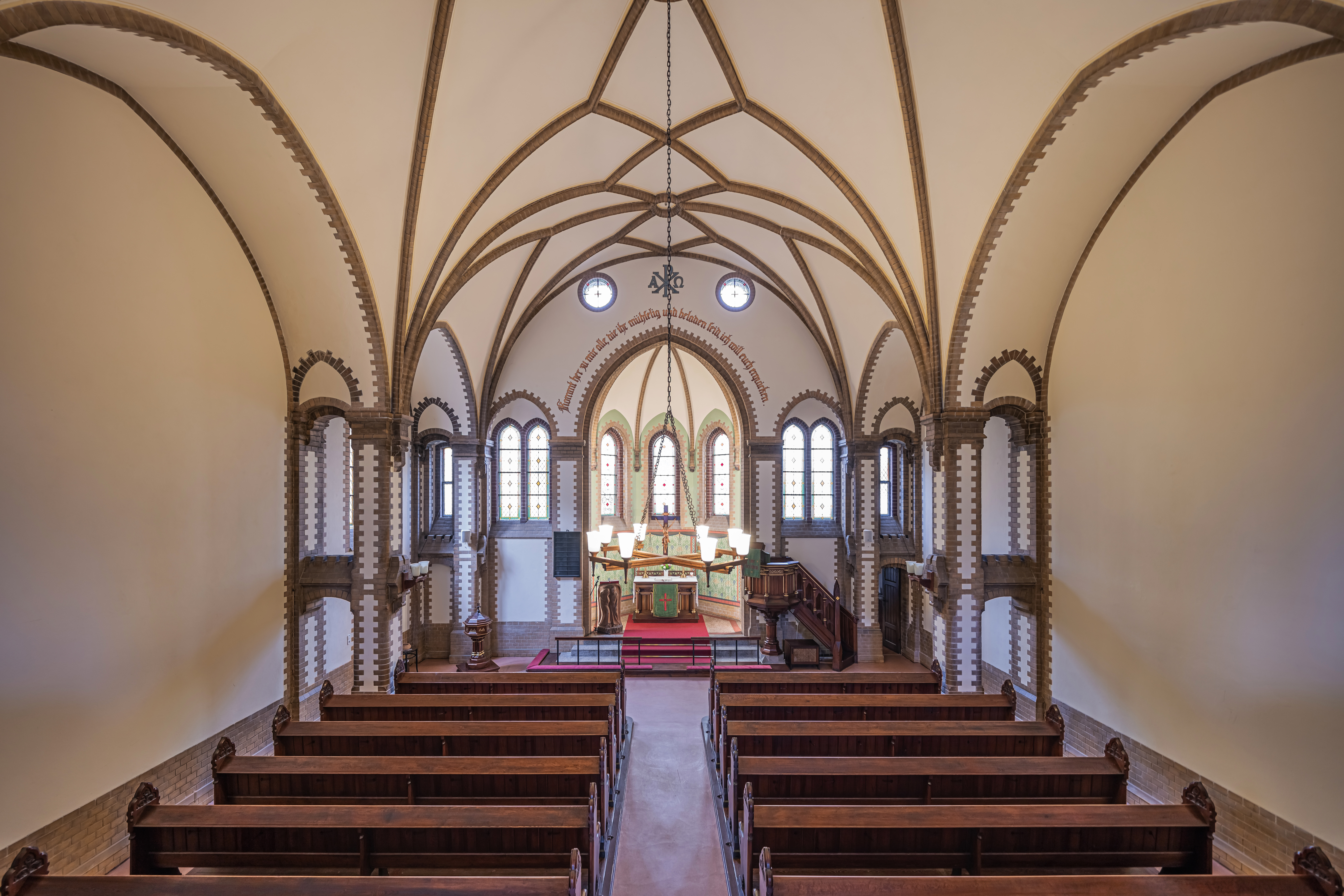
Innenansicht von der Orgelempore
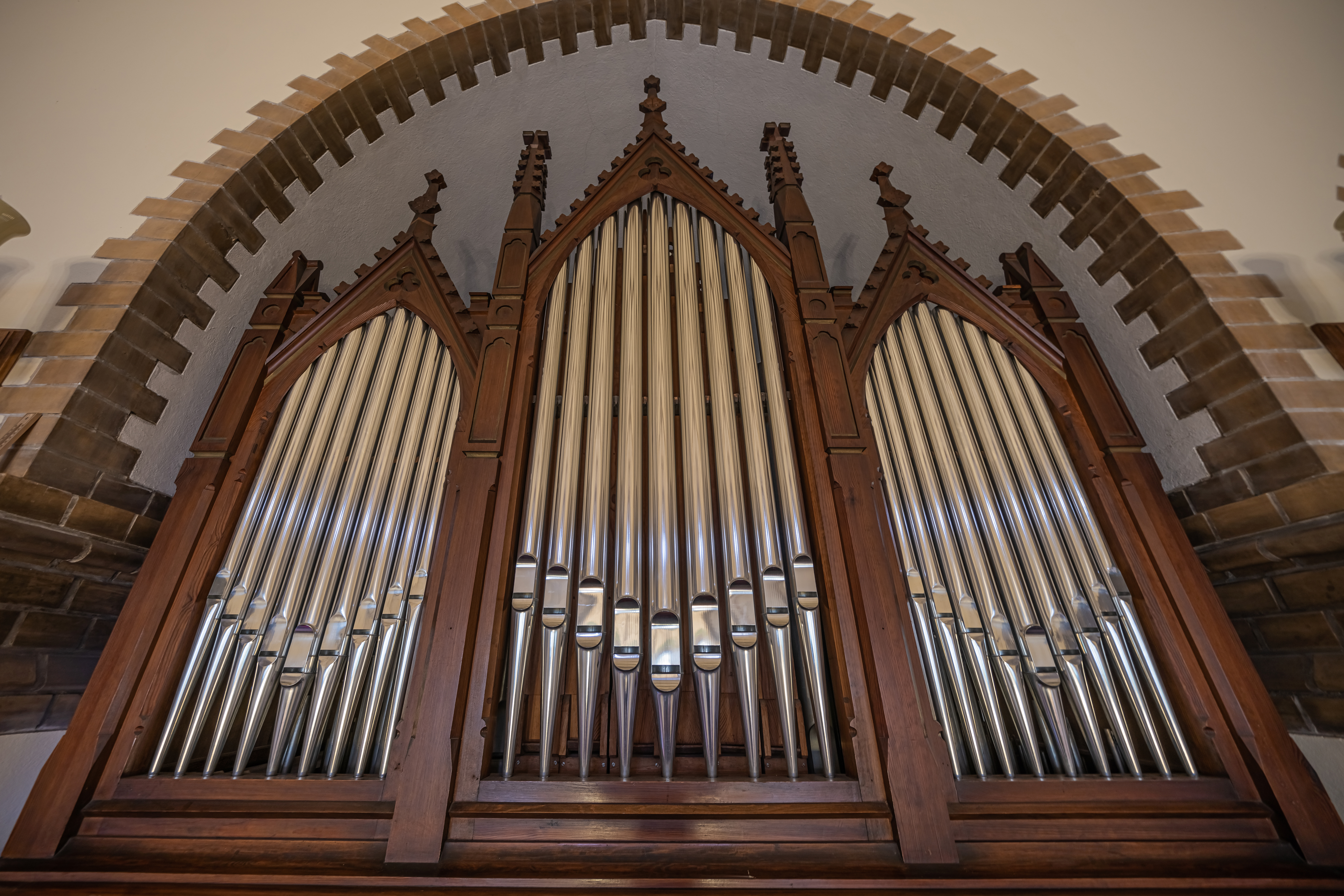
Orgel
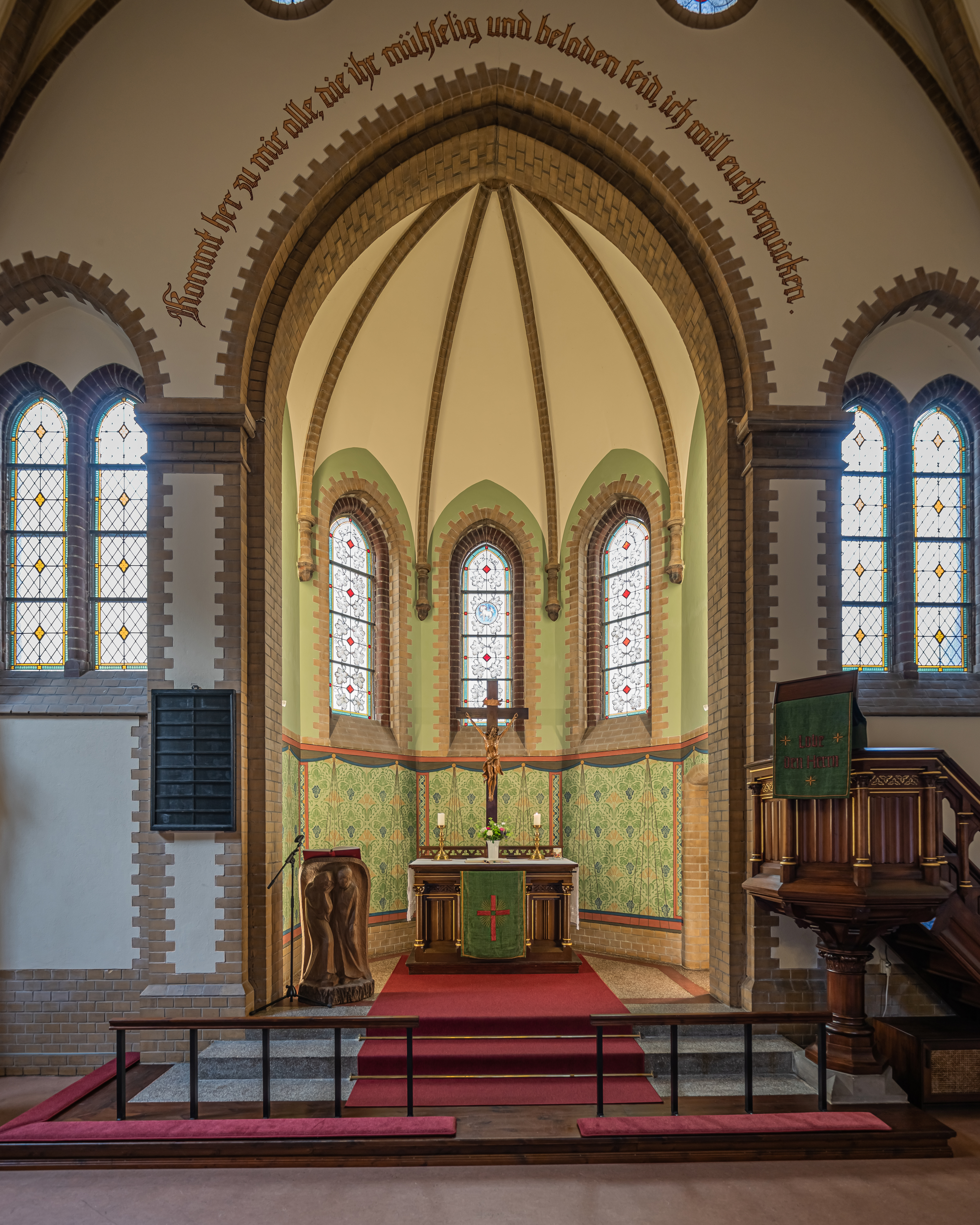
Altar